# 萨利切托
萨利切托（義大利語：Saliceto），是意大利库内奥省的一个市镇。总面积24平方公里，人口1420人，人口密度59.2人/平方公里（2009年）。ISTAT代码为004201。

## 友好城市
- 法國Saliceto（英语：Saliceto, Haute-Corse）